# John Newman (ca sĩ)
John William Peter Newman (sinh ngày 16 tháng 6 năm 1990) là một ca sĩ và nhạc sĩ người Anh. Anh được biết đến nhiều nhất với ca khúc "Love Me Again" khi nó đạt vị trí quán quân UK Singles Chart tháng 7 năm 2013 cũng như trở thành nghệ sĩ tiêu biểu năm 2012 với những đĩa đơn mới nổi "Feeling the Love" và "Not Giving In", cả hai lần lượt đứng ở vị trí quán quân và thứ 14 trên bảng xếp hạng. Năm 2014, anh còn tham gia trong đĩa đơn của Calvin Harris "Blame" cũng đứng ở tốp đầu bảng xếp hạng.
Tại lễ trao Giải Brit năm 2014, Newman được đề cử cho ba giải Brit, bao gồm Nghệ sĩ nam trình diễn solo xuất sắc nhất. Tính đến tháng 2 năm 2014, Newman đã bán được 1.3 triệu bản thu âm chỉ riêng tại Anh.